# Candice Bergen
Candice Patricia Bergen (n. 9 mai 1946) este o actriță și fostă manechină americană. A câștigat cinci premii Emmy și două Globuri de Aur pentru rolul din sitcomul Murphy Brown (1988–98). A fost nominalizată la Premiul Oscar pentru cea mai bună actriță în rol secundar pentru De la capăt (1979), și la Premiul BAFTA pentru Gandhi (1982).

## Filmografie selectivă
- 1967 A trăi pentru a trăi (Vivre pour vivre), regia: Claude Lelouch
- 1967 Ziua în care vin peștii (The Day the Fish Came Out), regia: Michael Cacoyannis
- 1968 Magicianul (The Magus), regia: Guy Green
- 1977 Principiul dominoului (The Domino Principle), regia: Stanley Kramer
- 1977 Alt bărbat, altă femeie (Un autre homme, une autre chance), regia: Claude Lelouch